# La Roche-Maurice
Roche-Maurice (bret. Ar Roc'h-Morvan) – miejscowość i gmina we Francji, w regionie Bretania, w departamencie Finistère. W 2013 roku populacja gminy wynosiła 1976 mieszkańców. Przez miejscowość przepływa rzeka Élorn. 